# Letland op de Olympische Winterspelen 1928
Tijdens de Olympische Winterspelen van 1928, die in Sankt Moritz (Zwitserland) werden gehouden, nam Letland voor de tweede keer deel.

## Deelnemers en resultaten

### Schaatsen
| Olympiër      | Discipline | Resultaat | Prestatie |
| ------------- | ---------- | --------- | --------- |
| Alberts Rumba | 500 m (m)  | 16e       | 46,3      |
| Alberts Rumba | 1500 m (m) | 14e       | 2.28,9    |
| Alberts Rumba | 5000 m (m) | 15e       | 9.19,7    |

Argentinië · België · Canada · Duitsland · Estland · Finland · Frankrijk · Groot-Brittannië · Hongarije · Italië · Japan · Joegoslavië · Letland · Litouwen · Luxemburg · Mexico · Nederland · Noorwegen · Oostenrijk · Polen · Roemenië · Tsjecho-Slowakije · Verenigde Staten · Zweden · Zwitserland